# Riu Bhadra
El riu Bhadra (kannada ಭದ್ರಾ ನದಿ) és un riu de l'estat de Karnataka a l'Índia. Neix als Ghats Occidentals al pic Ganga, i corre en direcció nord-est per la plana del Dècan. Se li uneixen els afluents Somavahini, Thadabehalla i Odirayanahalla. Passa per la reserva d'animals de Bhadra (Bhadra Wildlife Sanctuary). Una gran presa es va construir a Lakkavalli i n'hi altres de menors. Després de trobar el riu Tunga a Koodli, prop de Shivamogga, el riu unit segueix a l'est amb el nom de Tungabhadra, i desaigua finalment al riu Kistna, que al seu torn desaigua a la badia de Bengala.